# Process-oriented psychology
Process-oriented psychology (POP) omvat een breed scala aan toepassingen op het gebied van de psychotherapie, persoonlijke groei en groepsprocessen. In de Verenigde Staten wordt het meestal process work genoemd, terwijl POP wordt gebruikt in Europa en Azië. Hoewel de namen op elkaar lijken, is process-oriented psychology dat werd ontwikkeld door Arnold Mindell, iets anders dan de procespsychologie die is afgeleid van Alfred North Whitehead's procesfilosofie.

## Kernideeën
Hoewel POP zowel wordt toegepast in therapeutische als andere situaties zoals conflictoplossing, kunnen de kernideeën het best begrepen worden vanuit een psychotherapeutisch perspectief.
POP legt meer nadruk op bewustzijn – van zowel de cliënt als van de therapeut – dan op een specifiek soort interventies. Het proces in POP kreeg zijn naam van verschillende bronnen. Een daarvan was Carl Gustav Jungs concept van het individuatieproces, een andere de natuurkunde, in het bijzonder David Bohms formulering van de stroom achter alle gebeurtenissen. Nog een andere was de observatie van de therapeut van het komen en gaan van signalen en communicatie tussen therapeut en cliënt.
Volgens POP zijn er twee soorten ervaringen: een waarmee de cliënt zich identificeert, en een die ervaren wordt als 'anders' of vreemd voor de cliënt. Ervaringen waarmee de cliënt zich identificeert worden het 'primaire proces' genoemd, om hun plaats in de voorgrond van het bewustzijn te benadrukken; ervaringen die de cliënt marginaliseert als 'anders', worden het 'secundaire proces' genoemd. Als een cliënt aangemoedigd wordt zich met een ervaring in het secundaire proces te identificeren, heeft hij of zij daar in het algemeen weerstand tegen of is er zelfs niet toe in staat. Het is alsof een grens de primaire van de secundaire processen scheidt. Deze grens wordt de edge genoemd; het is letterlijk de grens van zijn of haar identiteit.
POP wil zowel het primaire en secundaire proces van een cliënt identificeren, als de grens die ze scheidt. Het ondersteunt vervolgens het verruimen van de identiteit door de ervaringen van het secundaire proces te versterken en te ontplooien tot deze 'kloppen' – zowel op cognitief als somatisch niveau – en deel worden van de ervaringswereld van de cliënt.
Deep democracy is een concept dat is ontwikkeld door Arnold Mindell. Deep democracy geeft een geïntegreerd structureel kader om te werken aan het accepteren van gemarginaliseerde ervaringen, rollen en stemmen. (In tegenstelling tot 'klassieke' democratie die ervan uitgaat dat de meerderheid beslist, suggereert deep democracy dat alle stemmen, staten van bewustzijn en werkelijkheidskaders van belang zijn. Deep democracy gaat er ook van uit dat alle informatie uit deze stemmen, bewustzijnsinhouden en kaders nodig is om het hele proces van het systeem te begrijpen. Deep democracy is een attitude die focust op het gewaarzijn van zowel centrale als marginale stemmen.)

## Ervaringsniveaus
Ervaringen beschouwen als liggend op een as van primair naar secundair, benadrukt eerder de polariteit in de ervaring van de cliënt dan de eenheid. Op dit niveau, dat POP 'dromen' noemt, dringen ervaringen van het secundaire proces binnen in het primaire proces van de cliënt, bedreigen zijn integriteit en komen naar voren als 'problemen' die opgelost moeten worden. Nader onderzoek van de ervaringswereld onthult een dieper, preverbaal, preconceptueel niveau dat ervaringen verenigt die op het droomniveau met elkaar in conflict zijn. Arnold Mindell refereert aan dit ervaringsniveau als het niveau van 'waarnemende essentie' (sentient essence). Werken met deze essentie kan erg behulpzaam zijn voor cliënten die jarenlang hebben geworsteld met sterk gepolariseerde droomprocessen en die erin geslaagd zijn hun polariteiten op praktisch niveau op te lossen maar nog verdeeldheid en spanning ervaren in hun ervaringswereld.

## Toepassingen
Arnold Mindell, zijn vrouw Amy Mindell en hun collega’s hebben de toepassing van de concepten en methoden van POP onderzocht in een grote verscheidenheid van menselijke situaties, met inbegrip van sommige die worden beschouwd als buiten het terrein van meer verbale, op inzicht gerichte vormen van psychotherapie. Enkele voorbeelden volgen hieronder.
- Werken met lichamelijke symptomen als een uitdrukking van een droomproces. Door aandacht te besteden aan de subjectieve beleving van een ziekte, onthult het ervaren van de 'symptoommaker' vaak een belangrijk en potentieel bruikbaar scala aan ervaringen in het secundaire proces. Als de cliënt deze ervaringen kan integreren, kan dat een gunstig effect hebben op het lichamelijke symptoom.[7][8][9]

- Cliënten in coma of in de stervensfase. Van deze personen wordt in het algemeen gedacht dat zij onvoldoende bewustzijn hebben om bereikbaar te zijn voor meer verbale manieren van communicatie en therapie.[10][11][12]

- Mensen in een extreme bewustzijnstoestand bij wie een psychiatrische stoornis is vastgesteld.[13]

- Conflicthantering in kleine en grote groepen. Een groep is te vergelijken met een individu in die zin dat hij net zo goed een identiteit heeft of een primair proces, als ervaringen van een secundair proces die zijn identiteit verstoren. Een groep helpen die stoornissen te integreren, verrijkt zijn identiteit en helpt hem meer democratisch te worden.[14][15]

- Worldwork met bedrijven, non-profitorganisaties en overheidsinstellingen. Worldwork is een wereldtheorie met universele categorieën, die organisatieprocessen beschrijft en analyseert. Deze methode wordt onder andere gebruikt voor de ontwikkeling van leiderschap, strategieontwikkeling en fusieonderhandelingen.[16]